# To Aru Kagaku no Railgun
To Aru Kagaku no Railgun (яп. とある科学の超電磁砲（レールガン） То Ару Кагаку но Рэ:руган, букв. «Некий научный Рейлган») — серия японской манги, написанная Кадзумой Камати и проиллюстрированная Мотои Фуюкавой, которая начала выпускаться в апрельском выпуске журнала Dengeki Daioh от ASCII Media Works в 2007 году. Манга является спин-оффом серии ранобэ To Aru Majutsu no Index, действие которой происходит до и во время событий этой серии.
Манга лицензирована в Северной Америке компанией Seven Seas Entertainment, которая начала публиковать сериал с июня 2011 года.
Адаптация аниме-телесериала снятая студией J.C.Staff., транслировавшаяся в Японии с октября 2009 года по март 2010 года, сопровождалась OVA, выпущенной в октябре 2010 года. Второй сезон под названием A Certain Scientific Railgun S транслировался с апреля по сентябрь 2013 года. Третий сезон под названием A Certain Scientific Railgun T выходил в эфир с января по сентябрь 2020 года. Лицензия на аниме в Северной Америке принадлежит компании Funimation.

## Сюжет
В отличие от To Aru Majutsu no Index, основной героиней To Aru Kagaku no Railgun является эспер высшего уровня Микото Мисака. Сюжет рассказывает о повседневной жизни и приключениях её и ближайших друзей.

## Персонажи

### Главные персонажи
- Микото Мисака (яп. 御坂美琴 Мисака Микото) — эспер 5-го уровня, третий по силе в Академия-сити. Её способность — управление электромагнитным полем, которую она использует для разгона предметов до скоростей свыше 1000 м/с в направлении объекта атаки, за что получила прозвище «Рейлган» (англ. railgun, яп. レールガン). Чуть ли не каждый день ей приходится отбиваться от домогательств соседки по комнате Куроко. Любит гекот (маленьких лягушек) и всё «миленькое», но опровергает это перед подругами. Играет на скрипке.

Сэйю: Рина Сато
- Куроко Сираи (яп. 白井黒子 Сираи Куроко) — эспер 4-го уровня. Её способность — телепортация. Умеет не только телепортироваться сама (в любое место в пределах видимости, или то, которое ей хорошо знакомо), но и телепортировать сравнимые с собственным весом предметы. Если предмет, который она телепортирует, попадает внутрь другого, происходит замещение масс без каких-либо побочных физических эффектов. Куда пропадает изъятая масса, остаётся неизвестным. Одна из членов «Правосудия», задачей которого является следить за порядком и ловить преступников, нарушающих покой учащихся Академии. Влюблена в Мисаку, называет её «онэ-сама» (яп. お姉様, сестра) и безуспешно пытается добиться её внимания. Обычно ведёт себя легкомысленно и самовлюблённо, но в бою проявляет отвагу и находчивость.

Сэйю: Сатоми Араи
- Кадзари Уихару (яп. 初春飾利 Уихару Кадзари) — эспер 1-го уровня. Её способность — поддерживать в предметах исходную температуру. Состоит в «Правосудии» вместе с Куроко. Из-за низкого уровня предпочитает специализироваться на обработке и анализе информации.

Сэйю: Аки Тоёсаки
- Руико Сатэн (яп. 佐天涙子 Сатэн Руико) — эспер 0-го уровня. Подруга Кадзари, учится с ней в одной школе, имеет привычку при встрече задирать ей юбку. Любит истории о различных городских легендах. Сильно переживает из-за отсутствия способности. Тем не менее, с усилителем её способность проявляется — создание воздушных вихрей.

Сэйю: Канаэ Ито

### Второстепенные персонажи
- Ми Конори (яп. 固法 美偉 Конори Ми:) — эспер 3-го уровня, начальник 177 отдела «Правосудия», в котором работают Куроко и Кадзари. Обладает рентгеновским зрением. Свою способность не афиширует и использует, как правило, для обнаружения оружия у преступников. До работы в «Правосудии» была участницей банды «Big Spider», где встретила и полюбила их лидера — Ватару Куродзума. После крупного инцидента считала Ватару погибшим, из-за чего и пошла в «Правосудие», где работает в течение 2 лет к началу сюжета.

Сэйю: Кана Уэда
- Мицуко Конго (яп. 婚后 光子 Конго: Мицуко) — эспер 4-го уровня. Ученица школы Токивадай. Ведёт себя гордо и заносчиво, постоянно соперничает с Куроко. Её способность заключается в управлении потоками воздуха при контакте с любой поверхностью. Держит в общежитии в качестве домашнего питомца змею по имени Екатерина.

Сэйю: Минако Котобуки
- Харуми Кияма (яп. 木山 春生 Кияма Харуми) — учёный-исследователь, создатель «повышателя уровня», позволяющего эсперам усиливать способности благодаря объединению их разумов в общую сеть. Ранее участвовала в эксперименте над детьми из приюта, от которых отказались родители («дети-ошибки»). Не зная истинных целей эксперимента, согласилась стать учителем для детей из приюта и завоевать их доверие. В результате эксперимента все дети впали в коматозное состояние, и Харуми пообещала однажды их спасти. Для спасения детей идёт на крайние меры, в результате чего была остановлена Микото и арестована. Позже выходит из тюрьмы под залог и продолжает попытки спасти своих учеников. Позже разрабатывает необходимую вакцину и пробуждает детей из комы.

Сэйю: Ацуко Танака
- Эри Харууэ (яп. 春上 衿衣 Харууэ Эри:) — эспер 2-го уровня. В аниме — соседка по комнате Кадзари. Выросла в приюте для «детей-ошибок». Носит на шее кулон с фотографией подруги детства — Банри Эдасаки, которая стала жертвой эксперимента и была разлучена с Эри в приюте. Её способность — телепатия, однако из-за невысокого уровня она способна только принимать чужие телепатические послания. Благодаря телепатии могла слышать мысли Банри, из-за чего не прекращала поиски. Её телепатия имеет необычное свойство усиливаться до 4-го уровня при определённых обстоятельствах, что побудило некоторых учёных использовать Эри в качестве подопытной для создания эспера 6-го уровня. Спасена Микото и её подругами.

Сэйю: Кана Ханадзава

## Медиа

### Манга
To Aru Kagaku no Railgun проиллюстрирован Мотои Фуюкавой и начал выпускаться в апрельском выпуске журнала ASCII Media Works Dengeki Daioh в 2007 году. Первый том был выпущен 10 ноября 2007 года, а по состоянию на 11 октября 2018 года опубликовано 14 томов. Североамериканское издательство Seven Seas Entertainment начало распространение манги с июня 2011 года.

### Аниме-сериал

#### Первый сезон
| Зрительский рейтинг      | Зрительский рейтинг      | Зрительский рейтинг      |
| (на 1 октября 2010 года) | (на 1 октября 2010 года) | (на 1 октября 2010 года) |
| ------------------------ | ------------------------ | ------------------------ |
| Сайт                     | Оценка                   | Голосов                  |
| Anime News Network       | · ссылка                 | 1234                     |
| AniDB                    | · ссылка                 | 1142                     |

Начальные темы
- «Only my Railgun» (Исполняет: fripSide)
- «LEVEL 5 ~Judgelight~» (Исполняет: fripSide)
- «Future Gazer» (Исполняет: fripSide) — в OVA-фильме

Завершающие темы
- «Dear My Friend ~Mada Minu Mirai he~» (исполняет: Elisa)
- «Smile: You & Me» (исполняет: Elisa)
- «Real Force» (исполняет: Elisa)
- «Special „One“» (исполняет: Elisa) — в OVA-фильме

#### Второй сезон
A Certain Scientific Railgun S
Начальные темы
- «Sister’s Noise» (Исполняет: fripSide)
- «Eternal Reality» (Исполняет: fripSide)

Завершающие темы
- «Grow Slowly» (Исполняет: Юка Игути)
- «Stand Still» (Исполняет: Юка Игути)
- «リンクス LINKS» (Исполняет: Сатика Мисава)

#### Третий сезон
A Certain Scientific Railgun T
Начальные темы
- Final Phase (Исполняет: fripSide)
- Dual Existence (Исполняет: fripSide)

Завершающие темы
- Nameless Story (Исполняют: Кисида Кёдан и The Akeboshi Rockets)
- Aoarashi no Ato de (Исполняет: Sanjou no Hana)